# 더구니스크루
더구니스크루는 대한민국 비보이 크루이다.

## 소개
더구니스크루(The Goonies Crew)는 영화 "더구니스(THE GOONIES)" 속 주인공들이 보물을 찾아 떠나는 모험심을 본 받아 "우리만의 목표를 이루자"라는 뜻으로 2010년 비보이팀을 결성하여 국내 및 해외를 무대로 수 많은 활동 내역과 수상경력을 자랑하는 대한민국 프로 비보이팀이다.
더구니스크루 멤버들 다수가 2017년에 새롭게 창설된 대한민국 해군 "스트릿 댄스병과" 출신으로 신성한 국방의 의무를 다하고 국내뿐만아니라 해외까지 대한민국의 위상을 드높이기 위해 전세계 순항 공연을 선보이고, 대한민국 해군 최초 비보이팀이라는 타이틀을 가지고 있는 팀이다.
현재는 전통과 미디어, 무용 등 타 장르와 융합하여 한 장르에 국한되지 않고 끊임없는 발전을 보여주며, 지금까지 접하던 댄스 퍼포먼스에서 느끼지 못한 새로운 매력을 선 보이는 융복합 퍼포먼스 제작을 시도하여 미래 예술 공연을 선두하는 예술 단체입니다.

## 멤버 구성원
- 이종민 (B-BOY SPINECT)
- 박종훈 (B-BOY JONG HOON PARK)
- 여인수 (B-BOY SLAIN)
- 김경민 (B-BOY K)
- 문진홍 (B-BOY MARKL)
- 최찬배 (B-BOY NESCO)
- 김응혁 (B-BOY LEAF)
- 권순민 (POPPIN LIZARD)
- 김동현 (B-BOY BELIEF)

## 공연 컨텐츠
- 미스테리우스(영상보기)

(전통 비보이) 다양한 동양의 전통적인 요소들과 역동적인 에너지가 넘치는 브레이킹 댄스의
신비하고 오묘한 매력이 담긴 동서양 전통 퓨전 비보이 융복합 퍼포먼스 공연!
- 바다를 지킨 영웅들의 이야기(영상보기)

(스토리텔링 비보이 공연) 2002년 대한민국의 바다를 지킨 해군 장병들의 역사를 담은 이야기
- 테크니컬 비보이(영상보기)

(비보이 공연) 더구니스 크루의 개성 강한 색깔과 파워풀한 에너지로 가득한 비보이 퍼포먼스로
행사의 분위기를 한층 더 화려하게 연출시켜 축하무대 어디든 어울리는 맞춤형 공연!
- 나도 이제 비보이다(영상보기)

(교육 프로그램) 관객이 직접 참여할 수 있는 공연으로 더구니스크루와 함께 직접 댄스도 배우고
함께 무대를 만들어가는 관객참여형 교육 공연 프로그램.

## 활동 경력
< 2020 >
- 부산국제무용제 공식행사 국내공식작품 초청공연 [미스테리우스]
- 문예회관과 함께하는 방방곡곡 문화공감 사업 - 민간예술 단체 우수공연 프로그램 선정
- 2020 신나는 예술여행 사업 선정
- 부산국제 연극제 DYNAMIC STREET 최종 선정
- 부산국제 연극제 DYNAMIC STREET 금상 및 2021년 초청공연 예정
- 안산 국제거리극축제 "자유참가작" 최종 선정
- 한국콘텐츠진흥원 콘텐츠임팩트 공연기술 X 라이브퍼포먼스 최종 선정
- 경기문화재단 예술진흥 공모 지원사업 선정작 ‘미스테리우스’
- 경기문화재단 온라인 미디어 예술 활동 선정
- 부산 금정거리 예술축제 최종 선정
- 제주 해비치 아트페스티벌 다원예술 작품 온라인 전시 선정
- 안산 예술열차 안산선 ‘미스테리우스’ 초청 공연
- 고양호수예술축제 ‘자유참가작＇ 최종 선정
- 글로벌 컬처위크 ‘미스테리우스’ 초청 공연

< 2019 >
- 2019 신나는예술여행 "최우수 공연팀" 선정
- 융복합 콘텐츠 "파이어 큐브" 메인 댄스 팀 출연
- 인천문화예술회관 공연선정 (젊음의 콘서트)
- 문화가 있는 날 사업 선정 (청춘마이크 시너지)
- 제 15회 B-ON TOP 배틀대회 우승

< 2018 >
- 스위스 Circus Conelli feiert Premiere 초청 공연
- 누림 아트홀 지역예술활동사업 공연
- 화성문화재단 지역예술활동사업 선정 단체
- 중국 닝보시 해양어업문화보호 초청 공연
- 2018 SHIROFES 초청공연
- 2018 프랑스한인회 김치페스티벌 초청공연

< 2017 >
- 계룡 군 문화축제 초청공연
- 해군 군악 연주회 초청공연
- 안산 예술의전당 초청공연
- 잠실 종합운동장 충무공 탄생일 초청공연

< 2016 >
- battle new school world final 한국대표 우승
- "Dolgo" @ 배틀 오브 더 이어 코리아 공연
- THE D.U.O : THE HERO WINNER
- “M-NET 뮤직 어워드” 라이브

< 2015 >
- 영국 브레이킨 컨벤션 공연
- 제 3회 카자흐스탄 한류페스티벌
- 홀로그램 버라이어티 쇼 (박칼린 연출)kaboom 출연
- 함평 나비축제 초청공연

< 2014 >
- 한 . 아일랜드 수교 30주년 초청공연
- 한 . 인도 수교 40주년 초청공연
- K타이거즈 콜라보 초청공연
- 가요대제전 ‘빅스’ 백업